# Riu Kema (llac Blanc)
El riu Kema és un riu curt de l'óblast de Vólogda, a Rússia, que desemboca al llac Blanc, i a través del seu emissari, el riu Xeksnà, acaba abocant les seves aigües al riu Volga.
Té una llargària de 150 km. i drena una conca de 4.480 km². Si consideréssim els diferents recorreguts arriba als 247 km (sistema riu Kema, llac Kémkoye (Кемское озеро), riu Soydo (Сойда), llac Soydozero (Сойдозеро), i les seves petites fonts.
Els seus principals afluents són l'Indomanka i el Korba

## Geografia
El riu Kema neix com a emissari del llac Kémskoye, en les proximitats del llogaret de Ilina. Pren direcció sud travessant les localitats de Evsinskaya, Borísovo, Véliki Dvor, Mirni —on rep, per la dreta, al Niuksha—, Tatarija, Kabetsovo, Kuznetsovo, Ignátovo i Mironovo —on rep, per l'esquerra, al riu Sheiruchéi. Ja en el seu curs mitjà, rep per la dreta les aigües dels afluents Fominsk i Korba. Després de passar les localitats de Nikonovo i Nefedovo, rep les aigües del riu Indomanka abans d'arribar a Troshino. Continua el seu curs, està vegada cap a l'oest, per Matvéyeva Gora, Moseyevo, Bosovo, Shugino, Pópovka, Bonga, Levino, Jarbovo, Podgornaya, Kostino, Kuzminskaya, Ganino i Novoselo. En entrar en curs inferior, el riu gira al sud i travessa Prokovskoye, Driabloye, Nikólskoye, i Novokemski, poc abans de la seva desembocadura en el llac Blanc.